# Pamela Ravenscroft
Pamela Ravenscroft, también conocida como Pamela Swynford de Beaufort o simplemente Pam, es un personaje ficticio de la serie de libros The Southern Vampire Mysteries de la escritora Charlaine Harris. En la serie de televisión True Blood, Pam es interpretada por la actriz Kristin Bauer van Straten.
En la serie, Pam es una vampiresa bisexual creada por Eric Northman. También es la copropietaria de Fangtasia, un bar de vampiros. La edad de Pam nunca se menciona explícitamente en la serie. Mientras que en el cuento Dos rubias, se revela que tiene aproximadamente 160 años.

## Biografía del personaje ficticio

### The Southern Vampire Mysteries

#### Fondo
La vida humana de Pam rara vez se menciona en los libros hasta la séptima entrega de la serie, Todos juntos y muertos, cuando Pam le cuenta a Sookie Stackhouse que vivía en Londres con sus padres durante la época victoriana y que estaba enamorada del primo de su mejor amiga.
Como humana, Pam se caracterizaba por ser  romántica y audaz. A los 19 años, mientras viajaba de noche para visitar al primo de su mejor amiga, Pam se topó con el vampiro Eric Northman. Eric se convirtió en su creador, drenándole sangre y cavando su tumba.

#### Descripción física y personalidad
Charlaine Harris describe a Pam como una joven ama de casa de clase media de los suburbios. También la describe como «una Alicia en el País de las Maravillas, pero con colmillos». En un monólogo interior, Sookie la describe como «etéreamente encantadora, con una especie de filo letal». Pam también es descrita como de rostro redondo y de tez pálida, con ojos azules oscuros y con cabello rubio y liso, «blanco como un pétalo de magnolia», y como más baja que Sookie, quien mide 1,68 m.
En los libros y la adaptación televisiva, Pam demuestra que cree que los vampiros son superiores a los humanos. Afirma que se sintió muy feliz de ser convertida en una vampiro, sosteniendo que se habría convertido en una persona amargada, y en última instancia, cruel, debido a las limitadas oportunidades que tenían las mujeres humanas en la época victoriana.
A lo largo de la serie, Pam es retratada como insensible, amoral y egocéntrica. Disfruta provocando a otros, como a Sookie, Felicia y, especialmente, a Eric, miembros de la Comunidad del Sol. Cuando Sookie entra por primera vez en Fangtasia, Pam revela que «nunca olvida una cara». Más adelante en la serie, cuando Jessica llama a Pam, Pam le responde: «Sí, te recuerdo perfectamente». Pam además usa la entrada de Sookie en Fangtasia como arma para provocar a Eric.
Al igual que su creador, Eric, Pam es violenta y vengativa, aunque a menudo expresa su ingenio con humor irónico. En la serie de libros, Pam suele hablar con acento estadounidense, pero se le ve adoptando un acento inglés ligeramente antiguo cuando se emociona. Es diestra en combate y confía en su capacidad para vencer a la mayoría de los enemigos y sobrevivir a la mayoría de los ataques, incluso de otros seres sobrenaturales.

#### Relaciones
En la serie de libros, Pam es retratada como bisexual (más aficionada a las mujeres). En De muerto en peor, sale con Amelia Broadway, una bruja que es compañera de habitación de Sookie.
A menudo se ve a Pam junto a Eric, a quien está obligada a obedecer. Está enamorada de Eric desde que lo conoció y a menudo se preocupa por su felicidad y bienestar.
Pam es amiga de Sookie, a quien a veces llama su «amiga telepática» y su «respiradora favorita». Sookie rescata a Pam dos veces en la serie: durante una batalla con brujas (Muerto para el mundo) y de un hotel que se derrumba (Todos juntos muertos).

#### Trabajo y posición dentro de la jerarquía vampírica
Harris presenta a Pam como la copropietaria de Fangtasia y la segunda al mando de Eric. Más adelante en la serie de libros, se revela que Eric le pidió a Pam que se mudara de Minnesota a Luisiana para ayudarlo a administrar el bar. Pam trabaja en el bar como portera y copropietaria, pero tiene otras responsabilidades en los diversos negocios de Eric.
Cuando Eric experimenta pérdida de memoria, Pam adquiere un papel más destacado en la trama del cuarto libro (Muerto para el mundo).
Después de que Eric se casa con la reina de Oklahoma, Freyda, Pam se convierte en la nueva sheriff vampiro del área 5 en Luisiana (Muerto para siempre).

## Representación televisiva

### True Blood
En True Blood, la adaptación de HBO de The Southern Vampire Mysteries, Pam cambia su nombre a Pamela «Pam» Swynford de Beaufort, siendo interpretada por Kristin Bauer van Straten, quien aparece por primera vez en un video en BloodCopy.com (El Vampiro en Baton Rouge). Pam es presentada en el episodio 4, «Escape de la Casa del Dragón», siendo un personaje recurrente durante la primera y la segunda temporada, hasta convertirse en miembro del elenco principal desde la tercera temporada hasta el final de la serie. El personaje en la serie es reimaginado significativamente a partir de los libros.

#### Fondo
En la adaptación, Bill menciona que Pam se convirtió en vampiro hace 100 años, durante la época del Viejo Oeste. En «La autoridad siempre gana», un episodio de la quinta temporada, Pam experimenta flashbacks de su vida humana en 1905, cuando trabajaba como madame de un burdel de la Costa Berberisca (San Francisco). En el episodio se revela que Eric la salvó de un hombre que quería matarla. En esta historia, Eric solo transforma a Pam, quien temía por la vida de una vieja exprostituta, después de que ella amenazara con suicidarse. El final de la quinta temporada también hace referencia a su historia humana en Inglaterra.
Se muestra que Pam habla sueco ocasionalmente y se la retrata como un personaje fuerte, sarcástico y de carácter duro, que solo siente algo por su creador, Eric Northman. En la cuarta temporada, Pam deja de lado sus sentimientos personales hacia Sookie; y cuando Eric pierde la memoria, Pam le pide a Sookie que lo cuide.

#### Relaciones
Pam convierte a Tara Thornton en una vampira tras esta haber recibido un disparo que la deja al borde de la muerte. Pam le da trabajo en Fangtasia como camarera y luego como bailarina. A medida que avanza la serie, Pam y Tara desarrollan sentimientos románticos.
En la quinta temporada, Eric «libera» a Pam. Cuando Eric, su creador, libera a su progenie de su vínculo de sangre, Pam puede seguir su libre albedrío, ya que ya no tiene que rendirle cuentas como creador. En la temporada final, Pam y Eric se enriquecen gracias a la cura de la «Hepatitis V»: un virus mortal modificado genéticamente por el gobierno humano para exterminar vampiros. Al final de la serie, vuelven a vivir felices juntos.